# DCN
DCN (англ. Decorin) – білок, який кодується однойменним геном, розташованим у людей на короткому плечі 12-ї хромосоми. Довжина поліпептидного ланцюга білка становить 359 амінокислот, а молекулярна маса — 39 747.
| 10         |  | 20         |  | 30         |  | 40         |  | 50         |
| ---------- |  | ---------- |  | ---------- |  | ---------- |  | ---------- |
| MKATIILLLL |  | AQVSWAGPFQ |  | QRGLFDFMLE |  | DEASGIGPEV |  | PDDRDFEPSL |
| GPVCPFRCQC |  | HLRVVQCSDL |  | GLDKVPKDLP |  | PDTTLLDLQN |  | NKITEIKDGD |
| FKNLKNLHAL |  | ILVNNKISKV |  | SPGAFTPLVK |  | LERLYLSKNQ |  | LKELPEKMPK |
| TLQELRAHEN |  | EITKVRKVTF |  | NGLNQMIVIE |  | LGTNPLKSSG |  | IENGAFQGMK |
| KLSYIRIADT |  | NITSIPQGLP |  | PSLTELHLDG |  | NKISRVDAAS |  | LKGLNNLAKL |
| GLSFNSISAV |  | DNGSLANTPH |  | LRELHLDNNK |  | LTRVPGGLAE |  | HKYIQVVYLH |
| NNNISVVGSS |  | DFCPPGHNTK |  | KASYSGVSLF |  | SNPVQYWEIQ |  | PSTFRCVYVR |
| SAIQLGNYK  |  |            |  |            |  |            |  |            |

A: Аланін

C: Цистеїн

D: Аспарагінова кислота

E: Глутамінова кислота

F: Фенілаланін

G: Гліцин

H: Гістидин

I: Ізолейцин

K: Лізин

L: Лейцин

M: Метіонін

N: Аспарагін

P: Пролін

Q: Глутамін

R: Аргінін

S: Серин

T: Треонін

V: Валін

W: Триптофан

Задіяний у такому біологічному процесі, як альтернативний сплайсинг. 
Локалізований у позаклітинному матриксі.
Також секретований назовні.